# Opisthostoma mirabile
Opisthostoma mirabile е вид коремоного от семейство Diplommatinidae. Видът е критично застрашен от изчезване.

## Разпространение
Разпространен е в Малайзия (Сабах).